# Arka Gdynia (koszykówka kobiet)
VBW Gdynia – polski żeński klub koszykarski z siedzibą w Gdyni, spadkobierca tradycji – założonej w 1946 – Spójni Gdańsk, występujący w BLK, a także – od sezonu 1998/1999 do 2011/2012 w Eurolidze kobiet. 14-krotny mistrz Polski. Od 2001 do 2010 występujący pod nazwą Lotos Gdynia (różne warianty nazwy) pochodzącą od nazwy sponsora Grupy Lotos S.A. Od sezonu 2020/2021 zespół występował pod nazwą VBW Arka Gdynia, od roku 2024 występuje pod nazwą sponsora VBW Gdynia.

## Informacje ogólne
Arena: Hala gier GCS, ul. Olimpijska 5/9, 81-538 Gdynia
Dane kontaktowe: Basketball Investments S.A., ul. Chwaszczyńska 172, 81-571 Gdynia

## Sukcesy
Krajowe
- Mistrzostwo Polski (14 razy): 1996, 1998, 1999, 2000, 2001, 2002, 2003, 2004, 2005, 2009, 2010, 2020, 2021, 2025
- Wicemistrzostwo Polski (4 razy): 1997, 2006, 2007, 2008
- Brąz mistrzostw Polski (3 razy): 2019, 2022, 2024[4]
- Puchar Polski (10 razy): 1970, 1980, 1997, 2005, 2007, 2008, 2010, 2011, 2020, 2021
- 2. miejsce w Pucharze Polski (3 razy): 2006, 2009, 2012
- Superpuchar Polski (1 raz) : 2007
- 2. miejsce w Superpucharze Polski (2 razy): 2008, 2009

Międzynarodowe
- Klubowy mistrz świata: 2002
- Wicemistrzostwo Euroligi (2 razy): 2002, 2004
  - Liczba sezonów: 12 (od 1998/1999 do 2009/2010)

Zarząd klubu
- Prezes zarządu: Bogusław Witkowski

## Dotychczasowe nazwy
- Spójnia Gdańsk: 1946-1992
- Bałtyk Gdynia: 1992-1995
- Warta Gdynia: 1995-1996
- Fota Dajan Gdynia: 1996-1997
- Fota Porta Gdynia: 1997-1998
- Polpharma VBW Clima Gdynia: 1998-2001
- Lotos VBW Clima Gdynia: 2001-2003
- Lotos Gdynia: 2003-2007
- Lotos PKO BP Gdynia: 2007-2008
- Lotos Gdynia: 2008-2010
- Basketball Investments Gdynia: 2010-2012
- Centrum Wzgórze Gdynia: 2012-2013
- Riviera Gdynia: 2013-2014
- Basket Gdynia: 2014-2018
- Arka Gdynia: 2018-2020
- VBW Arka Gdynia: 2020-2024
- VBW Gdynia: 2024[5]-

## Kadra 2024/2025
Stan na 05.04.2025 na podstawie basketligakobiet.pl
| Nr | Poz. | Nar.              | Nazwisko i imię      | Data urodzenia | Wzrost | Masa ciała |
| -- | ---- | ----------------- | -------------------- | -------------- | ------ | ---------- |
| 98 | SG   | Polska            | Gilmajster, Agata    | 2004-12-12     | 170 cm |            |
| 21 | PF   | Polska            | Jakubiuk, Anna       | 1994-04-17     | 182 cm |            |
| 23 | SG   | Polska            | Kastanek, Marissa    | 1990-05-31     | 175 cm |            |
| 94 | C    | Polska            | Zalewska, Weronika   | .2004-06-01    | 184 cm |            |
| 9  | SG   | Polska            | Podgórna, Kamila     | 1996-09-19     | 175 cm |            |
| 97 | SF   | Polska            | Sasiak, Wiktoria     | 2005-03-04     | 177 cm |            |
| 99 | SF   | Polska            | Tomasik, Nikola      | 2005-08-19     | 170 cm |            |
| 91 | PF   | Polska            | Ułan, Karolina       | 2005-06-01     | 185 cm |            |
| 41 | PG   | Słowacja          | Wrzesiński, Barbora  | 1994-12-15     | 178 cm |            |
| 10 | C    | Stany Zjednoczone | Hebard, Ruth         | 1998-04-28     | 193 cm |            |
| 24 | PF   | Stany Zjednoczone | Jones, Stephanie     | 1998-07-10     | 188 cm |            |
| 5  | PF   | Czechy            | Stoupalova, Natalie  | 1998-07-13     | 185 cm |            |
| 2  | PG   | Polska            | Wesołowska, Weronika | 1998-05-04     | 174 cm |            |

Trener:  Philip Mestdagh
 Asystenci: Tomasz Cielebąk

## Sztab szkoleniowy
- I trener: Philip Mestdagh(inne języki)[7]
- II trener: Tomasz Cielebąk
- Fizjoterapeuta: Norbert Wrzesiński

## Historia

### Zawodniczki zagraniczne
Stan na 2 września 2020.

- Ludmiła Antropkina  (1992–1993)
- Elena Łomako  (1992–1993)
- Elena Iwanowskaja  (1992–1993)
- Olga Pantelejewa  (1993–1999, 2000–2002)
- Lubow Szwecowa  (1993–1999)
- Elina Stefanowska  (1994–1999, 2004/2005)
- Walentyna Bałdujewa  (1995–1996)
- Jelena Karpowa  (1996–1999)
- Chantel Tremitiere  (1997–1999)
- Edna Campbell  (1999–2000)¹
- Elena Nawoikawa  (1998–2000, 2001/2002)
- Anna Arszipowa  (1999/2000)
- Verdana Grgin  (2000/2001)
- Nicky McCrimmon  (2000)
- Mila Nikolich  (2000/2001)
- Ticha Penicheiro  (1999–2001)¹
- Elen Szakirowa  (2001/2002)¹
- Marie Ferdinand  (2001/2002)¹
- Gordana Grubin  (2001–2003)
- Katie Smith  (2001–2002)¹
- Anne Thorius  (2001/2002)
- Anastasia Barawanowa  (2002/2003)
- Chasity Melvin  (2002–2004)¹
- Ilze Ose-Hlebowicka  (2002/2003)
- Natalja Wodopjanowa  (2002–2004)²
- Sophia Witherspoon  (2002/2003)¹
- Jekatierina Sytniak  (2003–2005)
- Limor Mizrachi  (2003/2004)
- Elaine Powell  (2003–2005)¹
- Tatjana Troina  (2003–2005, 2006/2007)
- Deanna Nolan  (2004/2005)¹
- Monika Veselovski  (2004/2005, 2006/2007)
- Daniela Číkošová  (2005)
- Barbora Gatialova  (2005)
- Roneeka Hodges  (2005, 2009/2010)¹
- Temeka Johnson  (2005/2006)¹
- Gordana Kovačević  (2005/2006)
- Katerina Krizova  (2005)
- Chelsea Newton  (2005/2006)¹
- Irina Riuchina  (2005–2007)
- Rankica Sarenac  (2005/2006)¹
- Ana Joković  (2006)
- Tamika Whitmore  (2006)¹
- Tan White  (2006/2007)¹
- Merike Anderson  (2006/2007)
- Anna Breitreiner  (2006–2008)
- Betty Lennox  (2006/2007)¹
- Ruth Riley  (2006/2007)¹
- Nykesha Sales  (2006/2007)¹
- LaTanya White  (2006/2007)
- Dragoslava Zakula  (2007)
- Alana Beard  (2007–2009, 2012)¹
- Dominique Canty  (2007/2008)¹
- Chamique Holdsclaw  (2007/2008)¹
- Slobodanka Maksimović  (2007/2008)¹
- Kaciaryna Snycina  (2007–2009)
- Hanna Zarycka  (2007/2008)
- Jennifer Fleischer  (2008)
- Michelle Maslowski  (2008)
- Tamika Catchings  (2008/2009)¹
- Monique Currie  (2008/2009)¹
- Natalla Marczanka  (2008/2009)
- Ivana Matović  (2008–2010)
- Emilija Podrug  (2008–2010)
- Louice Halvarsson  (2009/2010)
- Erin Phillips  (2009/2010)¹
- Tanisha Wright  (2009/2010)¹
- Shameka Christon  (2009)¹
- Elīna Babkina  (2010/2011)
- Milka Bjelica  (2010/2011)
- Naketia Swanier  (2010/2011)¹
- Monica Wright  (2010/2011)¹
- Sandora Irvin  (2010/2011)
- Miljana Musović  (2010)
- Jolene Anderson  (2011/2012)¹
- Aneika Henry / (2011/2012)¹
- Ivana Jalcova  (2011/2012)
- Constance Jinks  (2011/2012)
- Adrijana Knezević  (2011/2012)
- Geraldine Robert  (2011/2012)
- Ines Ajanović  (2011/2012)
- Lorin Dixon  (2012/2013)
- Leah Kassing  (2012/2013)
- Talisa Rhea  (2012/2013)
- Antonia Bennett  (2012/2013)
- Emilie Johnson  (2013/2014)
- Krystyna Macko  (2013/2014)
- Andrea Smith  (2013)
- Danielle Wilson  (2013/2014)
- Tiffany Brown  (2014/2015)
- Kateryna Dorohobuzowa  (2014/2015)
- Kelsey Simon  (2014/2015)
- A'dia Mathies  (2015/2016)¹
- Stacia Robertson  (2015/2016)
- Monika Grigalauskytė  (2016/2017)
- Renee Montgomery  (2016/2017)¹
- Jelena Škerović  (2015–2018)
- Carolyn Swords  (2016/2017)¹
- Tori Jankoska  (2017/2018)
- Kahleah Copper  (2017/2018)¹
- Chantelle Handy  (2018)
- Sofija Aleksandravicius / (2017/2018)
- Kristine Vitola  (2017/2018)
- Santa Okockytė  (2018/2019)
- Rebecca Allen  (2018–2020)¹
- Anna Jurčenková  (2018/2019)
- Sonja Greinacher  (od 2018)
- Emma Cannon  (2018/2019)¹
- Barbora Bálintová  (od 2018)
- Nia Coffey  (2019)¹
- Angelika Slamová  (od 2018)
- Maryja Papowa  (2019–2020)
- Marissa Kastanek / (od 2019)
- Marie Gülich  (2019–2020)¹
- Kayla Alexander  (2020)¹
- Artemis Spanu  (od 2020)
- Laura Svarytė  (od 2020)
- Alice Kunek  (od 2020)

¹ – zawodniczki z wcześniejszym doświadczeniem w WNBA

² – zawodniczki, które po odejściu występowały później w WNBA

### Historyczne składy
Kadra 2023/2024
Stan na 12.03.2024 na podstawie basketligakobiet.pl
| Nr | Poz. | Nar.              | Nazwisko i imię        | Data urodzenia | Wzrost | Masa ciała |
| -- | ---- | ----------------- | ---------------------- | -------------- | ------ | ---------- |
| 92 | PG   | Polska            | Bazan, Julia           | 2001-07-01     | 170 cm |            |
| 91 | C    | Polska            | Borkowska, Kamila      | 2002-07-26     | 201 cm |            |
| 3  | PF   | Stany Zjednoczone | Cowling, Mikayla       | 1996-04-09     | 188 cm |            |
| 0  | PF   | Stany Zjednoczone | Davis, Rennia          | 1999-02-24     | 188 cm |            |
| 98 | SG   | Polska            | Gilmajster, Agata      | 2004-12-12     | 170 cm |            |
| 23 | SG   | Polska            | Kastanek, Marissa      | 1990-05-31     | 175 cm |            |
| 21 | C    | Litwa             | Miškinienė, Laura      | 1992-10-28     | 190 cm |            |
| 9  | SG   | Polska            | Podgórna, Kamila       | 1996-09-19     | 175 cm |            |
| 15 | SF   | Polska            | Puter, Bożena          | 2000-02-27     | 182 cm |            |
| 16 | PG   | Polska            | Rudzka, Justyna        | 2000-12-24     | 171 cm |            |
| 99 | SF   | Polska            | Sasiak, Wiktoria       | 2005-03-04     | 177 cm |            |
| 95 | PF   | Polska            | Szulc, Magdalena       | 2001-03-08     | 182 cm |            |
| 97 | PG   | Polska            | Szymkiewicz, Magdalena | 2002-08-10     | 180 cm |            |
| 96 | SF   | Polska            | Tomasik, Nikola        | 2005-08-19     | 170 cm |            |
| 90 | PF   | Polska            | Ułan, Karolina         | 2005-06-01     | 185 cm |            |
| 93 | SF   | Polska            | Żytkowska, Alicja      | 2001-08-29     | 179 cm |            |
| 41 | PG   | Słowacja          | Wrzesiński, Barbora    | 1994-12-15     | 178 cm |            |

Trener:  Philip Mestdagh
 Asystenci: Tomasz Cielebąk

#### Kadra 2019/2020
Stan na 31 października 2018, na podstawie.
| Nr | Poz. | Nar.      | Nazwisko i imię      | Data urodzenia | Wzrost | Masa ciała |
| -- | ---- | --------- | -------------------- | -------------- | ------ | ---------- |
| 3  | PG   | Słowacja  | Slamova, Angelika    | 1994-06-19     | 172 cm |            |
| 5  | SG   | Polska    | Niemojewska, Julia   | 1998-06-16     | 170 cm |            |
| 8  | SF   | Australia | Allen, Rebecca       | 1992-11-06     | 186 cm |            |
| 9  | SG   | Polska    | Podgórna, Kamila     | 1996-09-19     | 178 cm |            |
| 11 | SF   | Polska    | Morawiec, Aldona     | 1992-05-22     | 183 cm |            |
| 8  | PF   | Białoruś  | Papova, Mariya       | 1994-07-13     | 188 cm |            |
| 20 | PF   | Polska    | Wińkowska, Anna      | 2000-07-28     | 192 cm |            |
| 21 | SF   | Polska    | Misiek, Paulina      | 1987-05-10     | 182 cm |            |
| 22 | C    | Polska    | Rembiszewska, Amalia | 1996-03-02     | 190 cm |            |
| 23 | SG   | Polska    | Kastanek, Marissa    | 1990-05-31     | 175 cm |            |
| 24 | C/F  | Niemcy    | Gülich, Maria        | 1994-05-28     | 194 cm |            |
| 26 | PF   | Niemcy    | Greinacher, Sonia    | 1992-07-01     | 190 cm |            |
| 41 | PG   | Słowacja  | Balintova, Barbora   | 1994-12-15     | 178 cm |            |
| 55 | C    | Litwa     | Grymek, Joanna       | 1996-07-24     | 202 cm |            |

Trener:  Gundars Vētra
 Asystenci: Tomasz Cielebąk
W trakcie sezonu przyszły: Chantelle Handy (3.01.2018)

#### Kadra 2011/2012
| Nazwisko             | Pozycja              | Kraj              | Wzrost (cm) |
| -------------------- | -------------------- | ----------------- | ----------- |
| Magdalena Ziętara    | Rozgrywająca/Obrońca | Polska            | 170         |
| Natalia Plumbi       | Skrzydłowa           | Polska            | 165         |
| Ivana Jalčová        | Rozgrywająca         | Słowacja          | 182         |
| Magdalena Kaczmarska | Obrońca              | Polska            | 183         |
| Małgorzata Misiuk    | Skrzydłowa           | Polska            | 184         |
| Kinga Bandyk         | Skrzydłowa           | Polska            | 186         |
| Marzena Marciniak    | Skrzydłowa           | Polska            | 182         |
| Aneika Henry         | Środkowa             | Stany Zjednoczone | 194         |
| Jolene Anderson      | Rzucająca/skrzydłowa | Stany Zjednoczone | 175         |
| Geraldine Robert     | Skrzydłowa           | Francja           | 175         |
| Adrijana Knežević    | Skrzydłowa           | Serbia            | 183         |
| Ines Ajanović        | Środkowa             | Serbia            | 192         |
| Dominika Duraj       | Skrzydłowa           | Polska            | 190         |
| Ewelina Gala         | Skrzydłowa           | Polska            | 186         |
| Justyna Żurowska     | Skrzydłowa           | Polska            | 188         |

#### Kadra 2012/2013
| Nazwisko              | Pozycja              | Kraj              | Wzrost (cm) |
| --------------------- | -------------------- | ----------------- | ----------- |
| Natalia Małaszewska   | Rozgrywająca         | Polska            | 178         |
| Anna Jakubik          | Rozgrywająca/obrońca | Polska            | 180         |
| Marzena Marciniak     | Skrzydłowa           | Polska            | 182         |
| Magdalena Ziętara     | Rozgrywająca/obrońca | Polska            | 180         |
| Agnieszka Śnieżek     | Rozgrywająca/obrońca | Polska            | 176         |
| Katarzyna Kiejdrowska | Rzucająca/skrzydłowa | Polska            | 179         |
| Julia Drop            | Rozgrywająca/obrońca | Polska            | 175         |
| Talisa Rhea           | Rzucająca/skrzydłowa | Stany Zjednoczone | 178         |
| Kinga Bandyk          | Skrzydłowa           | Polska            | 186         |
| Dominika Duraj        | Skrzydłowa           | Polska            | 190         |
| Aleksandra Witkowska  | Rozgrywająca         | Polska            | 166         |
| Leah Kassing          | Środkowa             | Stany Zjednoczone | 191         |
| Antonia Bennett       | Skrzydłowa           | Stany Zjednoczone | 185         |
| Kaja Pabisiak         | Skrzydłowa           | Polska            | 175         |
| Ewelina Jackowska     | Skrzydłowa           | Polska            | 186         |
| Małgorzata Misiuk     | Skrzydłowa           | Polska            | 184         |
| Lorin Dixon           | Rozgrywająca         | Stany Zjednoczone | 160         |

#### Kadra 2013/2014
| Nazwisko                  | Pozycja                 | Kraj              | Wzrost (cm) |
| ------------------------- | ----------------------- | ----------------- | ----------- |
| Magda Baryło              | Rzucająca               | Polska            | 178         |
| Marianna Duszkiewicz      | Rzucająca               | Polska            | 172         |
| Anna Jakubik              | Skrzydłowa              | Polska            | 180         |
| Adriana Kukiełko          | Skrzydłowa/ środkowa    | Polska            | 185         |
| Krystyna Macko            | Rzucająca/ skrzydłowa   | Ukraina           | 182         |
| Natalia Małaszewska       | Rozgrywająca/ rzucająca | Polska            | 178         |
| Dominika Miłoszewska      | Skrzydłowa/ środkowa    | Polska            | 190         |
| Emilie Johnson            | Rozgrywająca            | Stany Zjednoczone | 168         |
| Małgorzata Misiuk         | Skrzydłowa              | Polska            | 184         |
| Karolina Puss             | Rzucająca               | Polska            | 181         |
| Andrea Smith              | Rozgrywająca            | Stany Zjednoczone | 172         |
| Karolina Szlachta         | Rozgrywająca/ rzucająca | Polska            | 172         |
| Joanna Szymczak-Górzyńska | Środkowa                | Polska            | 187         |
| Danielle Wilson           | Środkowa                | Stany Zjednoczone | 190         |

#### Kadra 2014/2015
| Nazwisko              | Pozycja                 | Kraj              | Wzrost (cm) |
| --------------------- | ----------------------- | ----------------- | ----------- |
| Julia Adamowicz       | Rzucająca/ skrzydłowa   | Polska            | 179         |
| Tiffany Brown         | Rozgrywająca/ rzucająca | Stany Zjednoczone | 165         |
| Kateryna Dorogobuzowa | Skrzydłowa              | Ukraina           | 187         |
| Marianna Duszkiewicz  | Rzucająca               | Polska            | 172         |
| Paulina Franka        | Skrzydłowa              | Polska            | 179         |
| Ewelina Gala          | Skrzydłowa              | Polska            | 185         |
| Anna Jakubik          | Skrzydłowa              | Polska            | 180         |
| Angelika Kuras        | Skrzydłowa              | Polska            | 183         |
| Monika Naczk          | Rozgrywająca            | Polska            | 167         |
| Agata Ostrowska       | Skrzydłowa              | Polska            | 181         |
| Dominika Miłoszewska  | Skrzydłowa/ środkowa    | Polska            | 190         |
| Agnieszka Przybytek   | Rozgrywająca/ rzucająca | Polska            | 172         |
| Martyna Pyka          | Skrzydłowa              | Polska            | 178         |
| Karina Różyńska       | Rozgrywająca/ rzucająca | Polska            | 169         |
| Angelika Stankiewicz  | Rozgrywająca/ rzucająca | Polska            | 170         |
| Karolina Szlachta     | Rozgrywająca/ rzucająca | Polska            | 172         |
| Katarzyna Śmietańska  | Rozgrywająca/ rzucająca | Polska            | 175         |
| Aleksandra Wajler     | Skrzydłowa              | Polska            | 185         |
| Karolina Wilk         | Skrzydłowa/ środkowa    | Polska            | 185         |

#### Kadra 2015/2016
| Nazwisko              | Pozycja                  | Kraj              | Wzrost (cm) |
| --------------------- | ------------------------ | ----------------- | ----------- |
| Agnieszka Bibrzycka   | Skrzydłowa               | Polska            | 184         |
| Magda Bibrzycka       | Skrzydłowa               | Polska            | 184         |
| Katarzyna Suknarowska | Rozgrywająca             | Polska            | 170         |
| Aneta Kotnis          | Skrzydłowa               | Polska            | 186         |
| Anna Jakubiuk         | Skrzydłowa               | Polska            | 182         |
| Dominika Miłoszewska  | Środkowa                 | Polska            | 190         |
| Kamila Podgórna       | Rozgrywająca/ skrzydłowa | Polska            | 174         |
| Ewelina Jackowska     | Skrzydłowa               | Polska            | 187         |
| Tatjana Troina        | Środkowa                 | Białoruś          | 185         |
| Justyna Grabowska     | Skrzydłowa               | Polska            | 175         |
| A'dia Mathies         | Rozgrywająca             | Stany Zjednoczone | 176         |
| Stacia Robertson      | Środkowa                 | Stany Zjednoczone | 187         |
| Jowita Ossowska       | Skrzydłowa               | Polska            | 182         |

#### Kadra 2016/2017[10]
| Nazwisko             | Pozycja                         | Kraj              | Wzrost (cm) |
| -------------------- | ------------------------------- | ----------------- | ----------- |
| Monika Grigalauskyte | Silna skrzydłowa                | Litwa             | 190         |
| Anna Jakubiuk        | Silna skrzydłowa                | Polska            | 182         |
| Aneta Kotnis         | Silna skrzydłowa                | Polska            | 186         |
| Zuzanna Kulińska     | Rozgrywająca                    | Polska            | 175         |
| Weronika Lejk        | Rozgrywająca                    | Polska            | 173         |
| Marta Marcinkowska   | Środkowa                        | Polska            | 185         |
| Dominika Miłoszewska | Silna skrzydłowa/Środkowa       | Polska            | 190         |
| Renee Montgomery     | Rozgrywająca /Rzucający obrońca | Stany Zjednoczone | 172         |
| Aldona Morawiec      | Niska skrzydłowa                | Polska            | 183         |
| Kamila Podgórna      | Rzucający obrońca               | Polska            | 174         |
| Karolina Puss        | Niska skrzydłowa                | Polska            | 181         |
| Amalia Rembiszewska  | Środkowa                        | Polska            | 193         |
| Jelena Škerović      | Rozgrywająca                    | Czarnogóra        | 178         |
| Karolina Stawińska   | Silna skrzydłowa/Środkowa       | Stany Zjednoczone | 186         |
| Dominika Stefańska   | Rozgrywająca                    | Polska            | 175         |
| Carolyn Swords       | Środkowa                        | Stany Zjednoczone | 198         |
| Aleksandra Zelewska  | Silna skrzydłowa/Środkowa       | Polska            | 185         |